# Римске терме у Бељини
Римске терме у Бељини откривене су 1980. године на потезу Јанковина у приградском насељу Чачка, на левој обали потока Лупњача. Будући да се ради о мањем комплексу, чија укупна површина не прелази 500 m², за терме је адекватнији назив балнеум – приватно купатило мањих димензија. 
Терме се као функционалан облик грађевине, уклапају у уобичајени план са просторијама за хладно и топло купање, знојење и адаптацију тела између купања у топлој и хладној води. Очуване су само у нивоу темеља и првог реда камена, са местимично очуваним системом подног грејања (стубићи хипокауста). Терме су настале на старијем културном слоју који припада средини 2. до средине 3. века. Купатило је изграђено, највероватније средином 4. века и било је у употреби до почетка 5. века. Археолошка истраживања изведена су у организацији Народног музеја у Чачку и Археолошког института у Београду у периоду 1980—1982. године. Након истраживања локалитет је затрпан. Терме представљају део већег касноантичког комплекса, чији се остаци налазе испод савременог насеља Бељина.